# 瓦尔德-米歇尔巴赫
瓦尔德-米歇尔巴赫是德国黑森州贝格施特拉瑟县的一个市镇。总面积74.36平方公里，总人口10801人，其中男性5400人，女性5401人（2011年12月31日），人口密度145人/平方公里。

## 友好城市
- 法國 蒙米拉伊